# Comarca Icod
Die Comarca Icod ist eine der 15 Comarcas in der Provinz Santa Cruz de Tenerife.
Die im Norden der Insel Teneriffa gelegene Comarca umfasst drei Gemeinden auf einer Fläche von 140,36 km².

## Gemeinden
| Gemeinde              | Einwohner (2024) | Fläche km² | Dichte Einw./km² | Cod INE | Postleitzahl               |
| --------------------- | ---------------- | ---------- | ---------------- | ------- | -------------------------- |
| La Guancha            | 5.593            | 23,78      | 235              | 38018   | 38440, 38441, 38449        |
| Icod de los Vinos     | 24.285           | 95,91      | 253              | 38022   | 38430, 38434, 38438, 38439 |
| San Juan de la Rambla | 4.904            | 20,67      | 237              | 38034   | 38420, 38428, 38429        |
| Comarca Icod          |                  | 140,36     | 0                | –       | –                          |

## Nachweise
1. ↑  Instituto Nacional de Estadística Municipal Register of Spain
2. ↑  Regionen und Großregionen der Kanarischen Inseln, territoriale Abgrenzungen für statistische Zwecke